# 2 Doński Pułk Kozacki
2 Doński Pułk Kozacki (ros. 2-й Донской казачий полк) – oddział wojskowy złożony z Kozaków podczas II wojny światowej
Oddział został sformowany w styczniu 1943 r. w Szachtach. Podlegał Sztabowi Wojska Dońskiego. Na czele oddziału stanął podesauł Timofiej I. Domanow, dowodzący od grudnia 1942 r. sotnią konną w stanicy Kamienskaja. Liczył jedynie ok. 300 Kozaków. W lutym 1943 r., po odwrocie wraz z wojskami niemieckimi na zachód, uczestniczył w ciężkich walkach w rejonie Zaporoża. Następnie wszedł w skład Grupy Atamana Marszowego płk. Siergieja W. Pawłowa, przekształconej w Kozacki Stan.